# Birbouche
Birbouche est une commune rurale du sud-est de la wilaya de Aïn Defla.
Les habitants pratiquent généralement l'agriculture et se basent sur des moyens traditionnels.